# Leichtathletik-Weltmeisterschaften 2009/Teilnehmer (Tadschikistan)
| Gelbes Symbol für Goldmedaillen mit stilisierten Olympischen Ringen | Graues Symbol für Silbermedaillen mit stilisierten Olympischen Ringen | Braundes Symbol für Bronzemedaillen mit stilisierten Olympischen Ringen |
| ------------------------------------------------------------------- | --------------------------------------------------------------------- | ----------------------------------------------------------------------- |
| —                                                                   | —                                                                     | —                                                                       |

Der tadschikische  Leichtathletik-Verband stellte zwei Athleten bei den Leichtathletik-Weltmeisterschaften 2009 in Berlin.

## Ergebnisse

### Männer

#### Sprung/Wurf
| Athlet           | Disziplin  | Qualifikation | Qualifikation | Finale             | Finale             |
| Athlet           | Disziplin  | Weite/Höhe    | Platz         | Weite/Höhe         | Platz              |
| ---------------- | ---------- | ------------- | ------------- | ------------------ | ------------------ |
| Dilschod Nasarow | Hammerwurf | 5,55 m        | 19            | nicht qualifiziert | nicht qualifiziert |

### Frauen

#### Sprung/Wurf
| Athletin         | Disziplin  | Qualifikation | Qualifikation | Finale             | Finale             |
| Athletin         | Disziplin  | Weite/Höhe    | Platz         | Weite/Höhe         | Platz              |
| ---------------- | ---------- | ------------- | ------------- | ------------------ | ------------------ |
| Galina Mitjajewa | Hammerwurf | 56,31 m       | 39            | nicht qualifiziert | nicht qualifiziert |